# Kalendarz radziecki

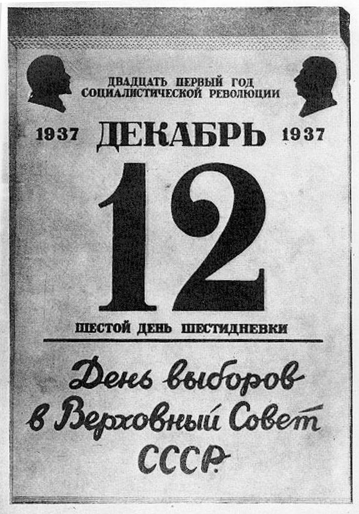
Kartka z kalendarza radzieckiego, 12 grudnia 1937 – dzień wyborów do Rady Najwyższej ZSRR. Charakterystyczny jest brak tradycyjnej nazwy dnia tygodnia i zastąpienie go zapisem szósty dzień sześciodniówki

Kalendarz radziecki lub radziecki kalendarz rewolucyjny – kalendarz wprowadzony w ZSRR 1 października 1929 jako kalendarz pomocniczy obok obowiązującego kalendarza gregoriańskiego; od 1 grudnia 1931 wielokrotnie zmieniany, ostatecznie zarzucony 26 czerwca 1940.
Nie był jednak głównym kalendarzem używanym w ZSRR, był stosowany jedynie na terenie zakładów przemysłowych w celu organizacji dni pracy i dni wolnych. Nie był wykorzystywany w życiu codziennym ani na terenach wiejskich.
Układ dni był identyczny jak w kalendarzu gregoriańskim, od którego różnił się jedynie długością tygodnia, wynoszącą 5, a potem 6 dni.

## Rok
Zasadniczo numeracja lat była kontynuacją systemu gregoriańskiego, lecz niekiedy stosowano dodatkowy zapis licząc lata od rewolucji, np. czterdziesty ósmy rok Wielkiej Socjalistycznej Rewolucji Październikowej (Сорок восьмой год Великой Октябрьской социалистической революции). Zapis taki pojawiał się niekiedy w kalendarzach (jako dodatkowy) także w latach późniejszych, po rezygnacji z kalendarza rewolucyjnego. Ostatnie takie frazy pojawiły się w niektórych kalendarzach na 1991.

## Tydzień
W latach 1929–1931 tydzień składał się z 5 dni. W szczególny sposób wyznaczano dni wolne od pracy: robotnicy byli podzieleni na 5 grup, którym przydzielono poszczególne kolory (żółty, różowy, czerwony, fioletowy, zielony), zaś każda taka grupa miała wolne innego dnia. Reforma ta była bardzo niepopularna, jakkolwiek bowiem zwiększyła ogólną liczbę wolnych dni w roku o ok. 27%, to znacznie skomplikowała stosunki społeczne, zwłaszcza rodzinne, gdyż wolny dzień członków rodziny mógł przypadać innego dnia.
W skład kalendarza wchodziło 5 dni wolnych, nienależących do dni tygodnia:
- 22 stycznia – Dzień Lenina (День Ленина)
- 1 i 2 maja – Dni pracy (Дни труда)
- 7 i 8 listopada – Dni przemysłowe (Индустриальные дни)

1 grudnia 1931 5-dniowy tydzień zastąpiono 6-dniowym (шестидневка). Dzień wolny przypadał już konkretnego dnia, to jest 6, 12, 18, 24 i 30 dnia każdego miesiąca oraz 1 marca.
Powrót do 7-dniowego tygodnia nastąpił 26 czerwca 1940. Początkowo za pierwszy dzień tygodnia uznawano niedzielę, następnie – poniedziałek.